# Jens Peter Laursen
Jens Peter Martinus Laursen (Tulstrup, 1888. január 1. – Frederiksberg, 1967. május 23.) olimpiai ezüstérmes dán tornász.
Az 1912. évi nyári olimpiai játékokon indult tornában és a svéd rendszerű csapat összetettben ezüstérmes lett.
Klubcsapata a Skytterforeningernes Hold volt.